# Wendemark
Wendemark este o comună din landul Saxonia-Anhalt, Germania.